# Amydrium
Amydrium Schott – rodzaj roślin zielnych z rodziny obrazkowatych, obejmujący 5 gatunków, występujących w Chinach, Azji Południowo-Wschodniej i Papui-Nowej Gwinei. Nazwa naukowa rodzaju pochodzi od greckiego słowa αμυδρόν (amydron – ciemny, ukryty).

## Morfologia
PokrójMałe do średniej wielkości, okazjonalnie bardzo duże płożące się lub pnące rośliny zielne, lub liany, osiągające długość 10 metrów (A. medium).
ŁodygaPłożące lub pnące łodygi o średnicy do 1,5 cm (A. hainanense) i międzywęźlach o długości do 5 cm (A. sinense).
KorzenieRośliny tworzą liczne korzenie czepne.
LiścieCzęsto liście właściwe położone są na łodydze daleko od siebie, będąc oddzielonymi kilkoma do wielu węzłami łodygi nie tworzącymi jedynie katafile. Ogonki liściowe kolankowate u nasady i wierzchołkowo, pochwy liściowe bardzo krótkie do obejmujących połowę długości ogonka, bardzo rzadko przechodzące w języczek liściowy. Blaszki liściowe jajowato-sercowate do lancetowatych lub pierzastosiecznych, niekiedy z licznymi okrągłymi lub owalnymi dziurkami. Użyłkowanie pierwszorzędowe pierzaste, zbiegające się do żyłki marginalnej, dalsze siatkowate. Trichosklereidy słabo obecne w organach wegetatywnych (jedynie w ogonkach i pochwach liściowych).
KwiatyRośliny tworzą od jednego do kilku kwiatostanów typu kolbiastego pseudancjum szczytowo na łodydze lub przy sympodialnym rozgałęzieniu, na szczycie każdego pędu. Pędy kwiatostanowe wzniesione, krótsze od ogonków liściowych. Pochwy kwiatostanów muszlokształtne do jajowatych lub wąsko łódkokształtnych, często zgrubiałe, niekiedy odchylone w czasie kwitnienia. Kolba siedząca do szypułowatej, pokryta obupłciowymi kwiatami pozbawionymi okwiatu, składającymi się z od 4 do 6 wolnych pręcików i pojedynczej zalążni. Pręciki o krótkich, szeroko równowąskich nitkach i zwykle krótszych od nich główkach zbudowanych z jajowatych pylników, otwierających się przez podłużną szczelinę. Zalążnie odwrotnie pyramidalne lub odwrotnie konoidalne, czterokątne, jednokomorowe, dwuzalążkowe. Zalążki anatropowe, krótkie, powstające z niemal bazalnego łożyska. Szyjki słupków szersze od zalążni, zakończone małym, kulistym lub podłużnym znamieniem.
OwoceOwocostan składa się z wielu niemal okrągłych jagód, białych (A. medium i A. humile) lub pomarańczowo-czerwonych (A. zippelianum, A. sinense). Nasiona niemal kuliste do sercowatych, o gładkiej, błyszczącej łupinie.

## Biologia i ekologia
RozwójWieloletnie, wiecznie zielone, płożące się lub pnące rośliny zielne, lub liany.
SiedliskoWiecznie zielone lasy, w dolinach lub na brzegach zbiorników wodnych, na drzewach lub skałach.
GenetykaLiczba chromosomów 2n = 60.

## Systematyka
Pozycja rodzaju według Angiosperm Phylogeny Website (aktualizowany system APG IV z 2016)Należy do plemienia Monstereae, podrodziny Monsteroideae, rodziny obrazkowatych (Araceae), rzędu żabieńcowców (Alismatales) w kladzie jednoliściennych (ang. monocots).
Gatunki
- Amydrium hainanense (H.Li, Y.Shiao & S.L.Tseng) H.Li
- Amydrium humile Schott
- Amydrium medium (Zoll. & Moritzi) Nicolson
- Amydrium sinense (Engl.) H.Li
- Amydrium zippelianum (Schott) Nicolson

## Zastosowanie
Rośliny leczniczeŁodygi i liście Amydrium sinense stosowane są w leczeniu urazów i złamań, a także w chorobie niedokrwiennej serca.
Rośliny ozdobneAmydrium zippelianum w Azji Południowo-Wschodniej uprawiany jest jako roślina ozdobna.